# Khoảng cách
Khoảng cách là đại lượng vật lý và toán học để tính độ lớn của đoạn thẳng nối giữa hai điểm nào đó.
Trong đời sống thường ngày, người ta sử dụng thuật ngữ khoảng cách để chỉ độ dài của một đoạn đường nào đó, có thể không phải là một đường thẳng lý tưởng. (Nói chính xác hơn thì mọi điểm phân biệt trên bề mặt Trái Đất nối với nhau theo một dây cung chứ không phải đường thẳng). Trong kinh tế, giao thông-vận tải, người ta sử dụng thuật ngữ khoảng cách để chỉ độ dài của một con đường (bộ hay sắt) hay tuyến đường biển, đường hàng không làm một giá trị nhằm tính toán các tối ưu về chi phí trong vận chuyển hàng hóa và hành khách.
Khác với vị trí trong các hệ tọa độ, khoảng cách là một đại lượng không có các giá trị âm. Khoảng cách là một đại lượng vô hướng, nó chỉ có độ lớn mà không có hướng như các đại lượng véc tơ.
Đơn vị đo độ lớn của khoảng cách trong khoa học được tính theo hệ đo lường quốc tế là mét và các bội số hay ước số của nó. Tuy nhiên trong cuộc sống người ta cũng hay lấy thời gian trung bình để có thể vượt qua khoảng cách giữa hai điểm làm thước đo độ lớn của nó. Ví dụ: "Khoảng cách giữa Hà Nội và Hải Phòng là 2 giờ xe chạy".

## Khoảng cách trong toán học
Trong toán học khoảng cách giữa hai điểm P và Q là d(P,Q), trong đó d là hàm số tính khoảng cách. Chúng ta cũng có thể định nghĩa khoảng cách giữa hai tập hợp A và B là khoảng cách nhỏ nhất (hay cực tiểu) giữa hai điểm bất kỳ P thuộc A và Q thuộc B.

### Công thức tính khoảng cách
Khoảng cách d, giữa hai điểm được biểu diễn trong hệ tọa độ Đề-các bằng căn bậc hai của tổng các bình phương các thay đổi theo mỗi trục tọa độ. Vì vậy trong không gian hai chiều, khoảng cách giữa hai điểm A {\displaystyle (x_{A},y_{A},z_{A})} và B {\displaystyle (x_{B},y_{B},z_{B})} được tính:
{\displaystyle d={\sqrt {(\Delta x)^{2}+(\Delta y)^{2}}}}, {\displaystyle \,(\Delta x=x_{A}-x_{B},\Delta y=y_{A}-y_{B})}
và trong không gian ba chiều:
{\displaystyle d={\sqrt {(\Delta x)^{2}+(\Delta y)^{2}+(\Delta z)^{2}}}}, với {\displaystyle \,((\Delta x)=x_{A}-x_{B},(\Delta )y=y_{A}-y_{B},(\Delta z)=z_{A}-z_{B})}
Ở đây, "Δ" (delta) chỉ sự thay đổi của các tham biến. Vì vậy, Δx là sự thay đổi của x, đọc là "delta-x". Theo thuật ngữ toán học, Δx = x1 - x0.
Công thức tính khoảng cách là một trường hợp tổng quát của định lý Pitago. Nó cũng có thể mở rộng ra để tính độ dài của một dây cung.
Khoảng cách còn được gọi là chiều cao hay chiều dài hoặc chiều rộng khi chỉ độ lớn của một vật cụ thể nào đó tính theo các kích thước trong không gian ba chiều.
- Trong không-thời gian:

ds2 = dx2 + dy2 + dz2 - (cdt)2
- Trong không gian đa chiều: